# Камбарка
Камба́рка (удм. Камбар) — город (с 4 июля 1945 года) в Удмуртской Республике России, административный центр Камбарского района. Образовывал одноимённое муниципальное образование Камбарское со статусом городского поселения как единственный населённый пункт в его составе. Законом Удмуртской Республики от 30 апреля 2021 года № 41-РЗ упразднено в связи с преобразованием муниципального района в муниципальный округ.
Рядом с городом находились склады химического оружия с люизитом, запасы которого уничтожены в период 2006—2010 годов.

## Этимология
Своё название город унаследовал от реки Камбарки, на которой расположен город. Гидроним получил своё название от наименования обитавшего в регионе башкирского рода Канбар. Согласно другой версии, название произошло из двух слов — Кама (река) и барка (баржа).

## География
Город располагается на юго-востоке республики, на одноименной реке Камбарка. Граничит на северо-западе с Сарапульским районом Удмуртской Республики, на юге — с Башкортостаном, на востоке с Пермским краем. Расстояние между Камбаркой и Ижевском — 116 км, Екатеринбургом — 550 км, Чайковским — 78 км, Нефтекамском — 26 км. Равно как и весь Камбарский район, город отделён от остальной республики рекой Камой. Сама Камбарка также разделена на две части водохранилищем, площадь зеркала воды которого 400 га. В восточной окраине города находится памятник природы — Камбарское болото.
Часовой пояс
Камбарка находится в часовой зоне МСК+1. Смещение применяемого времени относительно UTC составляет +4:00.
По территории Удмуртии проходит меридиан 52°30′ в. д., разделяющий 3-й и 4-й географические часовые пояса, поэтому в центре и на востоке (включая Камбарку и Ижевск) официальное время соответствует географическому поясному времени.

## История
Основание города
Официально история Камбарки берет начало 21 февраля 1741 года — на целых 20 лет раньше основания Ижевска. Основание города связано с деятельностью уральского горнозаводчика Акинфия Никитича Демидова. Именно он купил у обитавших здесь башкир участок земли за пять золотых рублей. В 1760-м Берг-коллегия разрешила построить здесь две фабрики для переработки чугуна и пильную мельницу для распиловки леса. В 1761 году начато строительство Железоделательного завода. Сам Акинфий Демидов не увидел результатов своих трудов — он скончался через пять лет после выкупа земель и завод строили его дети. В 1767 году строительство завода было завершено. Завод начинал с литья железа, а к началу XX века уже специализировался на транспорте — строил тарантасы — и с 1919 года переименовался в Камбарский экипажный завод. Два тарантаса, построенных заводом, даже экспонировались в Париже на Всемирной выставке. Транспорт стал главной продукцией предприятия на долгие годы. Постепенно завод расширялся, а вслед за ним и заводской посёлок.
При заводе действовал госпиталь. В 1863 году в Камбарке было открыто начальное мужское земское училище, а в 1872 году — женское. В 1883 году появилась первая земская библиотека. Перед революцией в посёлке действовали три церкви: Успенская, Петропавловская и Свято-Троицкая, последняя принадлежала общине старообрядцев Белокриницкого согласия.
До 1923 года Камбарка была центром Камбарской волости Осинского уезда Пермской губернии. В результате административно-территориальной реформы в 1923 году образована Уральская область и в составе Сарапульского округа новой области образован Камбарский район. В 1930 году Сарапульский округ расформирован, а в следующем 1931 году населённые пункты упразднённого Камбарского района вошли в состав Сарапульского района Уральской области. В 1934 году Камбарка в составе Сарапульского района была передана в состав Кировского края.
Рабочий посёлок Камбарка
В 1936 году Камбарка получила статус рабочего посёлка. В 1937 году будущий город в составе Сарапульского района передан из Кировского края в состав Удмуртской АССР. В 1939 году вновь образован Камбарский район. В годы Великой Отечественной войны 80 % заводчан были призваны в действующую армию. В 1944 году Камбарский литейно-механический завод преобразован в машиностроительный завод.
Город Камбарка
В 1945 году рабочий посёлок Камбарка преобразован в город районного подчинения. В 1964 году открыт музей истории и культуры района. Инициатором создания музея стал краевед, почетный гражданин Камбарского района Плешаков Петр Александрович (1901—1987). С 1963 по 1967 годы Камбарка вновь в составе Сарапульского района, а 3 января 1967 года уже в третий и последний раз образован Камбарский район.

## Население
| 1939    | 1959    | 1970    | 1979    | 1989    | 1992    | 1996    | 1998    | 2000    |
| ------- | ------- | ------- | ------- | ------- | ------- | ------- | ------- | ------- |
| 9400    | ↗13 385 | ↗14 121 | ↘12 960 | ↗13 258 | ↗13 400 | ↘13 300 | ↗13 400 | →13 400 |
| 2001    | 2002    | 2003    | 2005    | 2006    | 2007    | 2008    | 2009    | 2010    |
| ↘13 200 | ↘12 636 | ↘12 600 | ↘12 400 | ↘12 300 | ↗12 400 | →12 400 | ↘12 271 | ↘11 021 |
| 2011    | 2012    | 2013    | 2014    | 2015    | 2016    | 2017    | 2018    | 2019    |
| ↘11 000 | ↘10 862 | ↘10 730 | ↘10 658 | ↗10 670 | ↘10 577 | ↘10 477 | ↘10 276 | ↘10 236 |
| 2020    | 2021    |         |         |         |         |         |         |         |
| ↘10 112 | ↘10 080 |         |         |         |         |         |         |         |

На 1 января 2025 года по численности населения город находился на 916-м месте из 1124 городов Российской Федерации.
Национальный состав
На 2012 год: русские составляют 84,7 %, удмурты — 2,9 %, татары — 8,0 %.

## Образование
Образование в городе представлено дошкольными, школьными и внешкольными учреждениями. На территории Камбарки имеется 5 детских садов, 3 общеобразовательных школы и 2 организации дополнительного образования. Среднее специальное образование предоставляет единственное учреждение в районе — Камбарский машиностроительный колледж, который является филиалом ИжГТУ имени М. Т. Калашникова.
Дошкольное образование
- Детский сад, ясли «Лесовичок»
- Детский сад «Солнышко»
- Детский сад «Золотой ключик»
- Детский сад «Сказка»
- Детский сад «Колобок»

Среднее образование
- Лицей № 1 имени Н. К. Крупской
- Средняя общеобразовательная школа № 2
- Средняя общеобразовательная школа № 3

Дополнительное образование
- Камбарская детская школа искусств
- Камбарский дом детства и юношества

Среднее специальное образование
- Камбарский машиностроительный колледж (филиал ИжГТУ имени М. Т. Калашникова)

## Экономика
90 % предприятий города работают на грани закрытия, после нескольких этапов сокращений рабочих. Платные мосты через реки Буй и Кама, только усугубляют тяжёлое положение жителей района. В разное время были ликвидированы: Роспотребнадзор, родильное отделение, морг, СЭС, бактериологическая лаборатория, военный комиссариат. Максимально сокращены (согласно формулировкам в официальной документации, «оптимизированы») стационарные места в районной больнице. Единственный дом культуры был заброшен, а спустя некоторое время и вовсе снесён.
В данный момент реализуется: проект по реконструкции предприятия УХО в завод по уничтожению отходов 1, 2 класса опасности и строительства полигона для хранения продуктов переработки химического оружия.
Промышленность
- Камбарский машиностроительный завод — производство: тепловозов(монополист по узкоколейному транспорту), путевых машин для ЖД и метрополитена, емкостей для нефтяников.
- Предприятие «NIKA PetroTech» — производство химических реагентов для нефтяной отрасли.
- Предприятие «Гарт-Урал» — производство металлоконструкций для нефтедобывающей промышленности.
- Производственно-Коммерческое Предприятие «Дымофф» — производство промышленных дымовых труб, оборудования для литья металла и металлоконструкций.
- ВЧ136 — производство оборудования военно-химического назначения и нефтяной промышленности.
- В окрестностях города расположено предприятие по уничтожению химического оружия «УХО 1203»[34].

Транспорт
Общественный транспорт в городе отсутствует. Извозом занимаются частные такси. Есть автовокзал, на который транзитом заезжают микроавтобусы на Ижевск, Нефтекамск и Чайковский.
Как и весь Камбарский район, город отделён от остальной республики рекой Камой, через которую в 5 км от Камбарки, напротив села Тарасово, действует платный автомобильный мост. Есть дорога на Чайковский. С ноября 2016 года запущены платные автомобильные мосты через Каму и Буй в непосредственной близости от города.
Через Камбарку проходит железная дорога Казань-Екатеринбург, курсируют три пары электропоездов Янаул — Ижевск и 1 пара пригородного поезда Сарапул — Янаул. Из пассажирских останавливаются Москва — Барнаул, Новый Уренгой — Казань и Ижевск — Екатеринбург.
В 9 км от Камбарки, на реке Кама, — Камбарский речной порт (в пос. Кама, принадлежит компании «АйЭтЭм»); специализируется на перевалке руд и концентратов металлов (автоматизир. комплекс по перевалке глинозёма), а также угля.

## Газеты
- Районная газета «Камская Новь»[37]
- Газета бесплатных частных объявлений «Камбарские объявления» г. Камбарка и Камбарского района.

## Связь
Услуги стационарной связи
- Ростелеком

Сотовая связь
- МегаФон
- МТС
- Билайн
- TELE2
- Skylink

## Достопримечательности
- Заводская плотина (1767 год).
- Безымянный купеческий дом (~1800 год).
- Церковь Успения Пресвятой Богородицы (1850 год).
- Храм Святых Первоверховных Апостолов Петра и Павла (1889 год).
- Дом купца Д. Ширшова (1888 год).
- Флигель купца Г. Кондюрина (~1889 год).
- Дом купца И. Вавилова (1909 год).
- Свято-Троицкая церковь (1911 год).
- Музей истории и культуры Камбарского района (1964 год).
- Памятник землякам, павшим на фронтах Великой Отечественной войны (1967 год).
- Площадь Памяти (2015 год).

## Топонимика города
Улицы Камбарки
1. Улица Ленина
2. Улица Советская
3. Улица Первомайская
4. Улица Карла Маркса
5. Улица Азина (у местных жителей так называемый Большой прогал)
6. Улица Декабристов
7. Улица Свободы
8. Улица Труда
9. Улица Свердлова
10. Улица Никиты Манохина
11. Улица Гоголя
12. Улица Матросова
13. Улица Вокзальная
14. Улица Суворова
15. Улица Новая
16. Улица Нагорная
17. Улица Северная
18. Улица Дорожная
19. Улица Лермонтова
20. Улица Баржевиков
21. Улица Пограничников
22. Улица Юрия Курягина (бывшая Октябрьская, переименована в честь Юрия Курягина, жившего на этой улице)
23. Улица Заводская
24. Улица Молодёжная
25. Улица Восточная
26. Улица Дружбы
27. Улица Интернациональная
28. Улица Мало-Зелёная
29. Улица Экипажная
30. Улица Демидова
31. Улица Запрудная
32. Улица 40 лет Октября
33. Улица 45 лет Победы
34. Улица В/б 136
35. Улица Гагарина
36. Улица Герцена
37. Улица Декабристов
38. Улица Доватора
39. Улица Железнодорожная
40. Улица Камская
41. Улица Кирова
42. Улица Красная
43. Улица Лазо
44. Улица Ломоносова
45. Улица Луговая
46. Улица М. Горького
47. Улица Маяковского
48. Улица Мичкова
49. Улица О. Кошевого
50. Улица Озёрная
51. Улица Партизанская
52. Улица Подлесная
53. Улица Пролетарская
54. Улица Пугачёва
55. Улица Пушкина
56. Улица С. Разина
57. Улица Сосновый бор
58. Улица Чапаева
59. Улица Чернышевского
60. Улица Южная

Переулки Камбарки
1. Школьный
2. Комсомольский
3. Некрасовский
4. Островской
5. Пионерский
6. 8-е марта
7. Станционный
8. Песчаный
9. Маяковского
10. Прудовской
11. Уральский
12. Клубный
13. Лесной
14. Мало-Зелёный

## Известные уроженцы
- Бабиков Юрий Васильевич (род. 1930) — советский деятель промышленности, изобретатель. Генеральный директор Завода полупроводниковых приборов г. Йошкар-Олы Марийской АССР (1967—1982). Почётный радист СССР. Лауреат Премии Совета Министров СССР (1980). Заслуженный изобретатель Марийской АССР (1965). Дважды кавалер ордена «Знак Почёта» (1966, 1971). Член КПСС с 1959 года.

## Галерея
- Камбарский пруд
- Камбарский ж/д мост
- Общежитие Минобороны
- Новые дома
- Памятник воинам, погибшим в Великой Отечественной войне
- Памятник героям революции
- Жилой дом
- Администрация города
- Фонтан
- Площадка под сквер